# Christiane Weber
Christiane Weber, coniugata Bellmann (Mülheim an der Ruhr, 17 marzo 1962), è un'ex schermitrice tedesca, vincitrice di due medaglie d'oro nella scherma ai giochi olimpici e di una Coppa del Mondo di scherma.